# Ledige Töchter
Ledige Töchter è un film muto del 1926 diretto da Carl Boese.

## Produzione
Il film fu prodotto dalla F.P.S.-Film GmbH.

## Distribuzione
Distribuito dalla Phoebus-Film AG, il film fu presentato a Berlino il 22 dicembre 1926 con il titolo originale Ledige Töchter, mentre in Austria si usò il titolo Die sanierte Jungfrau. In Finlandia, la pellicola uscì il 23 maggio 1927.